# Poleniki
Poleniki (biał. Палянікі; ros. Поленики) − wieś na Białorusi, w obwodzie grodzieńskim, w rejonie oszmiańskim, w sielsowiecie Kolczuny.

## Historia
W czasach zaborów karczma szlachecka w gminie Graużyszki, w powiecie oszmiańskim, w guberni wileńskiej Imperium Rosyjskiego. W 1866 w 2 domach zamieszkiwało 16 osób wyznania mojżeszowego. W 1905 roku okolica liczyła 97 mieszkańców.
W latach 1921–1945 folwark i okolica szlachecka leżały w Polsce, w województwie wileńskim, w powiecie oszmiańskim, w gminie Graużyszki.
W 1931 folwark w 2 domach zamieszkiwało 16 osób, okolicę w 15 domach 84 osoby.
Wierni należeli do parafii rzymskokatolickiej w Graużyszkach. Miejscowość podlegała pod Sąd Grodzki w Holszanach i Okręgowy w Wilnie; właściwy urząd pocztowy mieścił się w Graużyszkach.